# Gio González
Giovany Aramis González (né le 19 septembre 1985 à Hialeah, Floride, États-Unis) est un lanceur gaucher de baseball qui a évolué dans le Ligue majeure de baseball de 2008 à 2020. 
Gio González commence sa carrière chez les Athletics d'Oakland, qu'il représente au match des étoiles en 2011. Une fois membre des Nationals, il est invité au 2012.

## Carrière

### Athletics d'Oakland

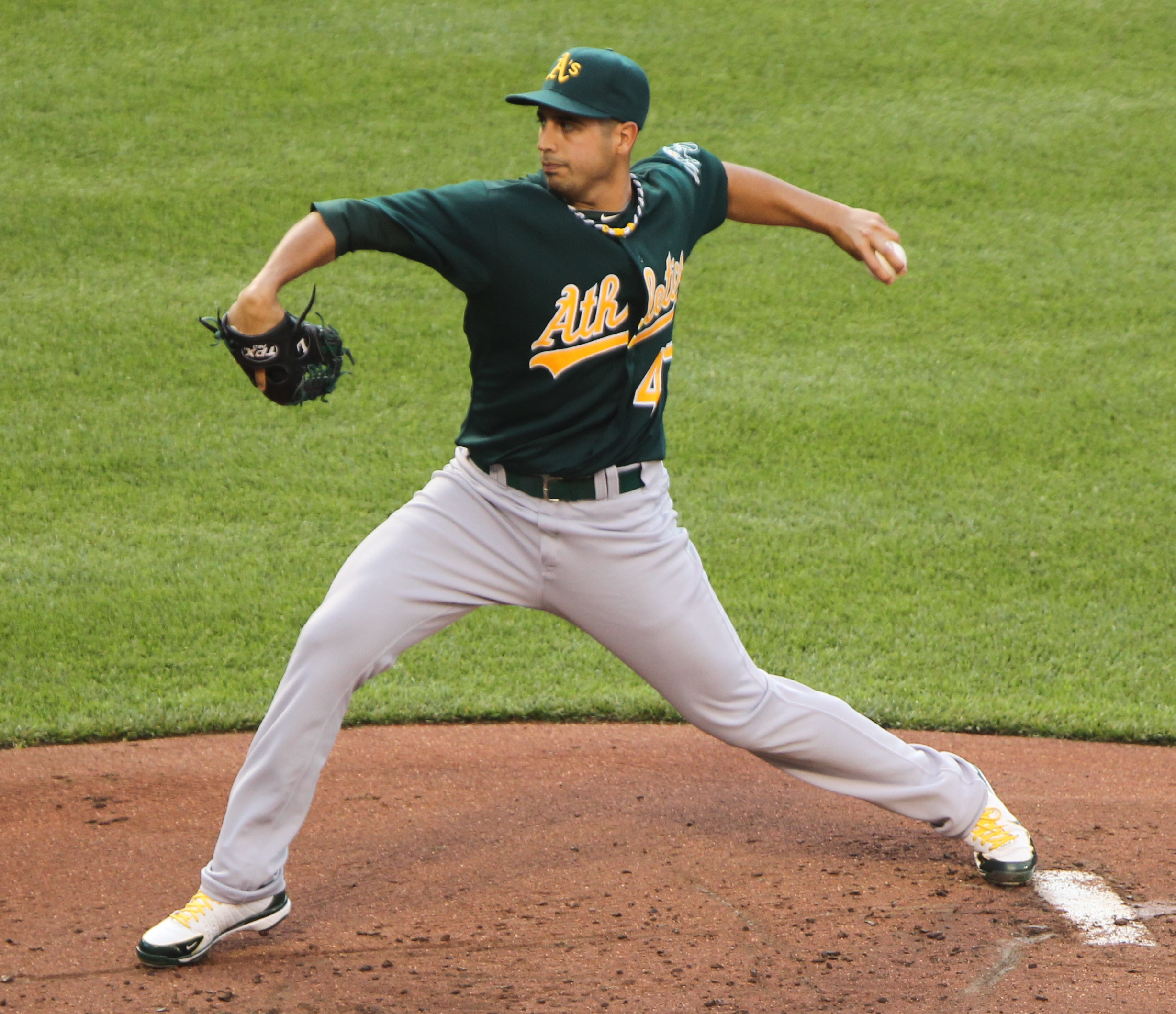
Gio González lançant en 2011 pour les A's d'Oakland.

Après des études secondaires à la Monsignor Edward Pace High School de Miami (Floride), Gio González est repêché le 7 juin 2004 par les White Sox de Chicago au premier tour de sélection (38e choix). Il perçoit un bonus de 850 000 dollars à la signature de son premier contrat professionnel le 16 juin 2004. 
Encore joueur de Ligues mineures, il est transféré chez les Phillies de Philadelphie le 8 décembre 2005 lorsqu'il est le joueur à être nommé plus tard dans la transaction conclue le 25 novembre précédent et qui avait envoyé le joueur étoile Jim Thome aux White Sox. 
González revient chez les White Sox de Chicago le 6 décembre 2006 lorsque les Phillies l'y envoient en compagnie de Gavin Floyd, en retour de Freddy García. Avec Fautino De Los Santos et Ryan Sweeney, González passe des White Sox aux Athletics d'Oakland en retour de Nick Swisher le 3 janvier 2008.
González entame la saison 2008 en Triple A avec les Sacramento River Cats avant d'effectuer ses débuts en Ligue majeure le 6 août 2008. Il joue sept matchs consécutifs comme lanceur partant, puis termine la saison comme lanceur de relève (3 matchs).
Reversé en Triple A après l'entraînement de printemps 2009, González retrouve les terrains de Ligue majeure à partir du 3 mai 2009. Il effectue deux apparitions comme releveurs durant le mois de mai, puis revient au poste de lanceur partant à partir du 24 juin 2009.
Il s'affirme au sein de la rotation de lanceurs partants des A's en 2010. Il connaît une excellente saison avec 15 victoires et 9 défaites en 33 départs, une moyenne de points mérités de 3,23 en 200 manches et deux tiers lancées et un match complet.
En 2011, il est le meilleur partant des A's pour la moyenne de points mérités (3,12 en 202 manches lancées), les victoires (16) et les retraits sur des prises (197). Il reçoit à la mi-saison sa première invitation au match des étoiles du baseball majeur. Dans la Ligue américaine en 2011, il est quatrième pour les victoires, neuvième pour les retraits sur des prises, quatrième pour le nombre de retraits sur des prises par tranche de 9 manches lancées (8,777) et dixième pour la moyenne de points mérités. Il est en revanche le lanceur ayant accordé le plus de buts-sur-balles (91) dans toutes les majeures.

### Nationals de Washington

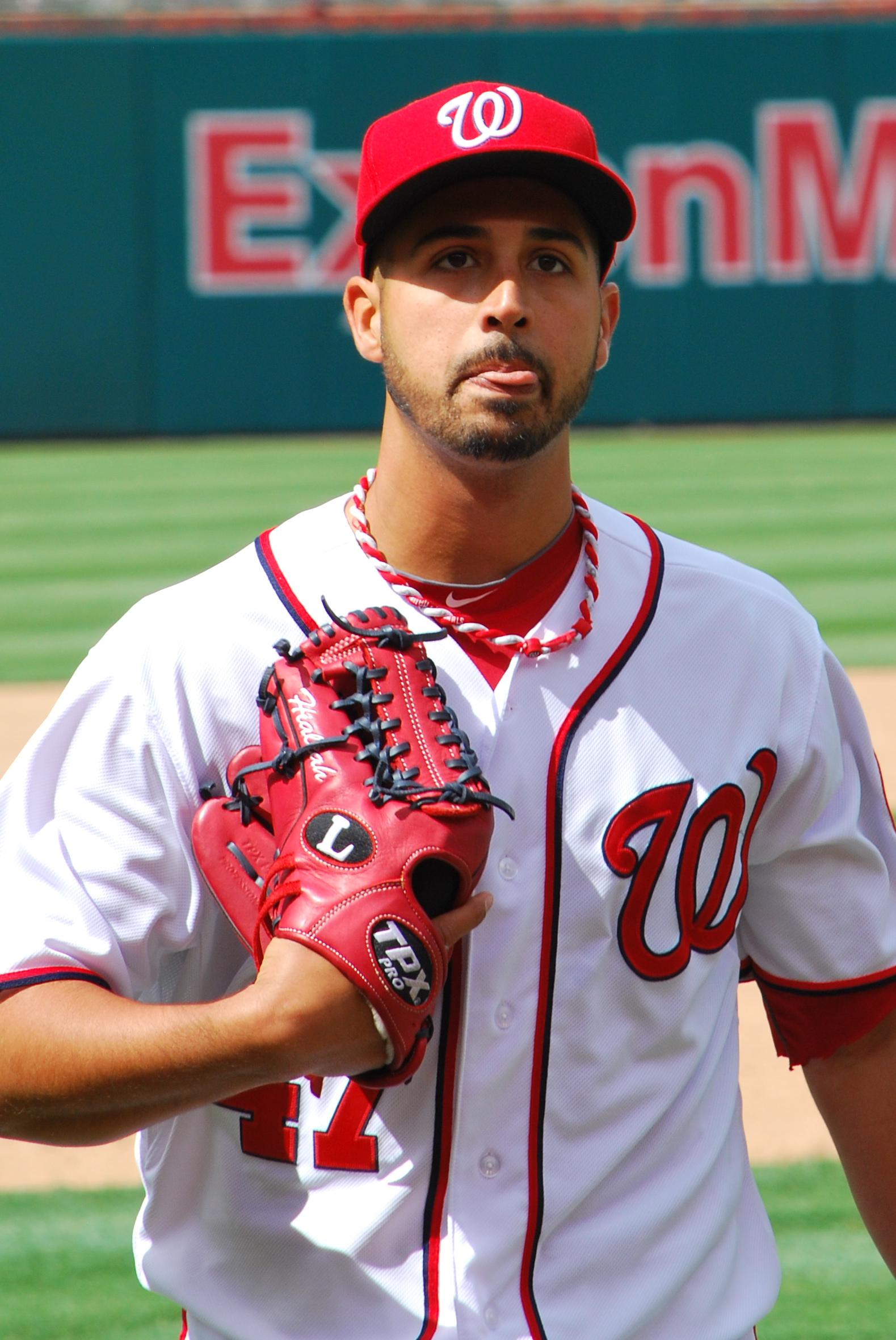
Gio González en 2012 avec les Nationals de Washington.

Maintenant parmi les meilleurs jeunes lanceurs du baseball, González est convoité par plusieurs clubs après la saison 2011. Le 23 décembre, les Athletics l'échangent aux Nationals de Washington avec le lanceur droitier des ligues mineures Robert Gilliam contre quatre jeunes joueurs prometteurs, soit trois lanceurs (Brad Peacock, Tom Milone, A. J. Cole) et un receveur (Derek Norris).

#### Saison 2012
González est nommé meilleur lanceur du mois de mai 2012 dans la Ligue nationale après avoir remporté ses cinq décisions avec une moyenne de points mérités de 2,25 et 45 retraits sur des prises en à peine 32 manches lancées.
En battant les Giants de San Francisco le 13 août, González devient le premier lanceur de la franchise des Nationals à remporter 15 victoires en une saison depuis Liván Hernández en 2005.

#### Biogenesis
Le père de González apparaît au nombre des clients de Biogenesis et confirme avoir acheté de cette clinique des médicaments pour perdre du poids afin de combattre des problèmes d'hypercholestérolémie et d'hyperglycémie. Le joueur nie tout autre lien avec la clinique et son père affirme que son fils n'a jamais eu de contact avec Anthony Bosch[réf. souhaitée]. ESPN affirme plus tard que Gio Gonzalez s'est procuré des produits de Biogenesis, mais qu'aucun d'entre eux ne sont interdits par les Ligues majeures, ce qui le placerait à l'abri d'éventuelles sanctions. Il est éventuellement déterminé qu'il a été associé à tort à l'affaire et est exonéré de tout blâme.

## Statistiques
| Saison | Équipe  | G  | GS | CG | SHO | V  | D  | SV | IP    | SO  | ERA  |
| ------ | ------- | -- | -- | -- | --- | -- | -- | -- | ----- | --- | ---- |
| 2008   | Oakland | 10 | 7  | 0  | 0   | 1  | 4  | 0  | 34.0  | 34  | 7,68 |
| 2009   | Oakland | 20 | 17 | 0  | 0   | 6  | 7  | 0  | 98.2  | 109 | 5,75 |
| 2010   | Oakland | 33 | 33 | 0  | 0   | 15 | 9  | 0  | 200.2 | 171 | 3,23 |
| Totaux | Totaux  | 63 | 57 | 0  | 0   | 22 | 20 | 0  | 333.1 | 314 | 4,43 |

Note : G = Matches joués ; GS = Matches comme lanceur partant ; CG = Matches complets ; SHO = Blanchissages ; 
V = Victoires ; D = Défaites ; SV = Sauvetages ; IP = Manches lancées ; SO = Retraits sur des prises ; ERA = Moyenne de points mérités.